# Fejti György

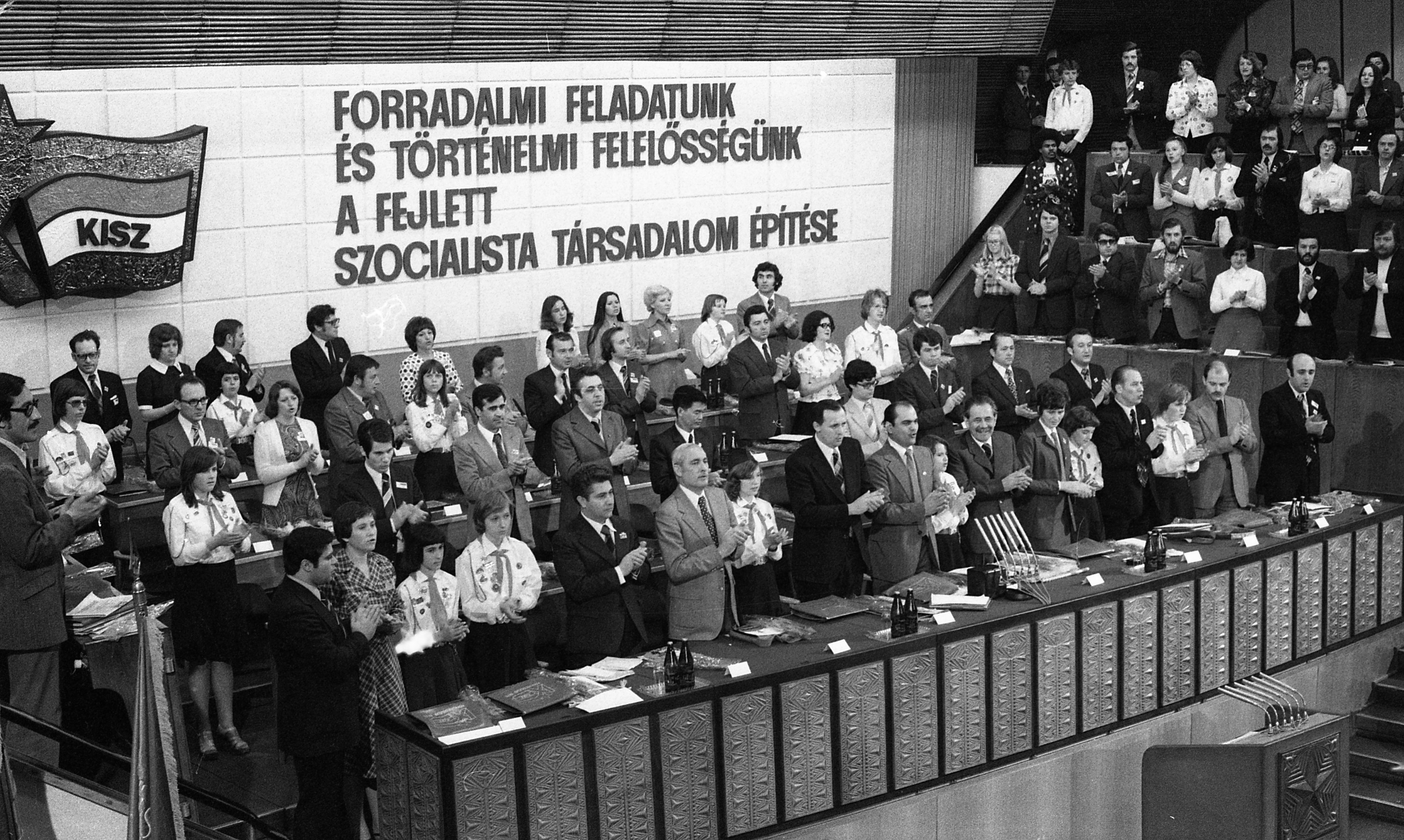
Az első sorban jobbról a második Fejti György

Fejti György (Sátoraljaújhely, 1946. március 10. –) magyar gépészmérnök, kommunista politikus.

## Életpályája
Szülei: Fejti Gyula ipari munkás és Aradi Erzsébet varrónő voltak. A Vasútgépészeti Technikumban tett érettségi után 1964–1969 között a Budapesti Műszaki Egyetem Gépészmérnöki Karának autógépész szakon tanult. 1968-ban a Magyar Szocialista Munkáspárt (MSZMP) tagja lett. 1969–1972 között a Budapesti Műszaki Egyetem tanársegéde volt.
1972–1976 között a KISZ Központi Bizottságának munkatársa volt. 1974-től a Szervezési Osztály vezetője lett. 1974–1977 között levelező szakon elvégezte az MSZMP KB Politikai Főiskoláját. 1976–1979 között a KISZ Központi Bizottságának titkára volt. 1976–1985 között a KB Titkársága mellett működő Testnevelési és Sport Bizottság tagja volt. 1979–1980 között a Magyar Szocialista Munkáspárt Központi Bizottságának osztályvezető-helyettese volt.
1980. december 2-án az MSZMP KB beválasztotta a testületbe. 1980. december 3-án a KISZ KB első titkárává választották 1984-ig. 1980–1985 között a Központi Bizottság Ifjúsági Bizottságának titkára volt. 1984–1987 között az MSZMP Borsod-Abaúj-Zemplén Megyei Bizottság első titkára volt. 1987 júniusában a Központi Bizottság Titkárságának tagja lett; átvette Horváth Istvántól a Központi Bizottság Közigazgatási és Adminisztratív Osztályának felügyeletét. 1988 decemberében beválasztották a Központi Bizottság Nemzetközi, Jogi és Közigazgatás-politikai Bizottságba. 1989 nyarán bekerült a Politikai Intéző Bizottságba (PIB). 1989-ben az MSZMP küldöttségének helyettes vezetője volt a Nemzeti Kerekasztal tárgyalásain.
Az MSZMP felbomlása (1989. október 7.) után visszavonult a politikai élettől, magánvállalkozó lett.
1990–1994 között a Unit Piacelemző és Vállalkozásszervező Kft., 1994–1998 között a Budaipartechnika Kft., 1998-tól az Alsys-2000 Vagyonvédelmi, Tervező és Szolgáltató Kft. ügyvezető igazgatója volt.